# Mboué
Mboué ou Mbwé est un village de la Région du Littoral du Cameroun, situé dans la commune de Baré-Bakem. Situé à 8 km de Bayon, on y accède par la route qui lie Bayon à Ekom-Nkam.

## Population et climat

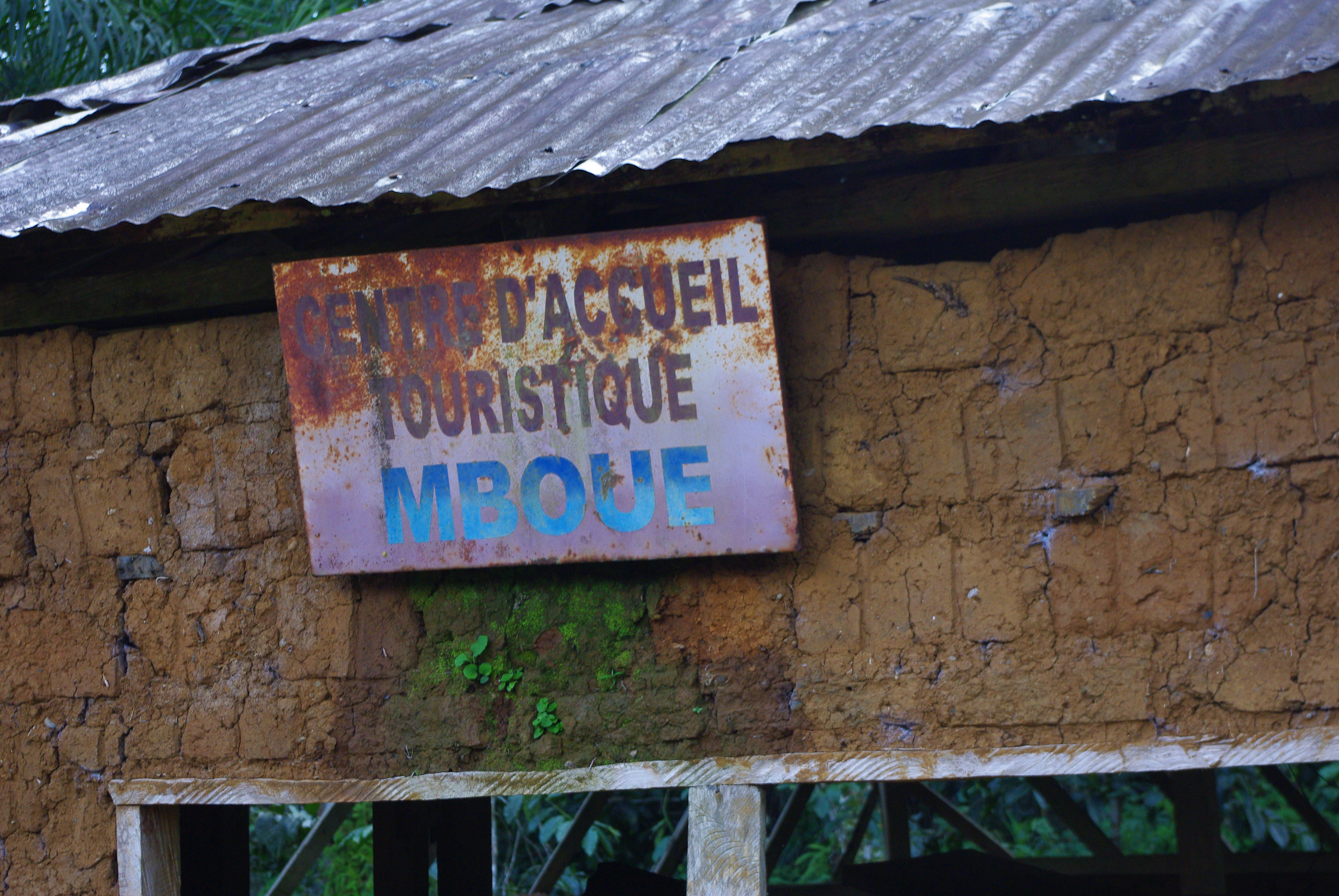
Centre d’accueil de Mboué

En 1964, la population de Mboué était de 58 habitants, essentiellement des Baréko. La population de Mboué et d'Ekom Nkam était de 188 habitants dont 79 hommes et 109 femmes, lors du recensement de 2005.
Le climat de Mboué est un climat de savane avec des précipitations importantes pendant la saison des pluies et une température moyenne de 22,5 °C. La moyenne des précipitations est de 1364.4 mm.

## Tourisme et développement
Le village Mboué est niché entre les arbres avec plusieurs attractions touristiques comme le grand rocher sur lequel coule la rivière « Tchanga », plusieurs grottes, des cascades d’eau embellies par les lianes qui les jonchent. Le village est également traversé par l’ancienne route allemande qui mène vers les chutes du Nkam. Cette route aurait été empruntée par les Allemands pour rentrer après leur défaite lors la Première Guerre mondiale. Sous la houlette de Sa Majesté Pierre Kameni, chef supérieur du village Mboué, le village dispose d'un centre touristique intitulé « The Jungle Village » avec une salle de fête, quelques boukarous en terre battue et en paille et trois étangs piscicoles. Le décor africain du site composé de masques et autres décors a été réalisé par Tagni, un artiste sculpteur local.

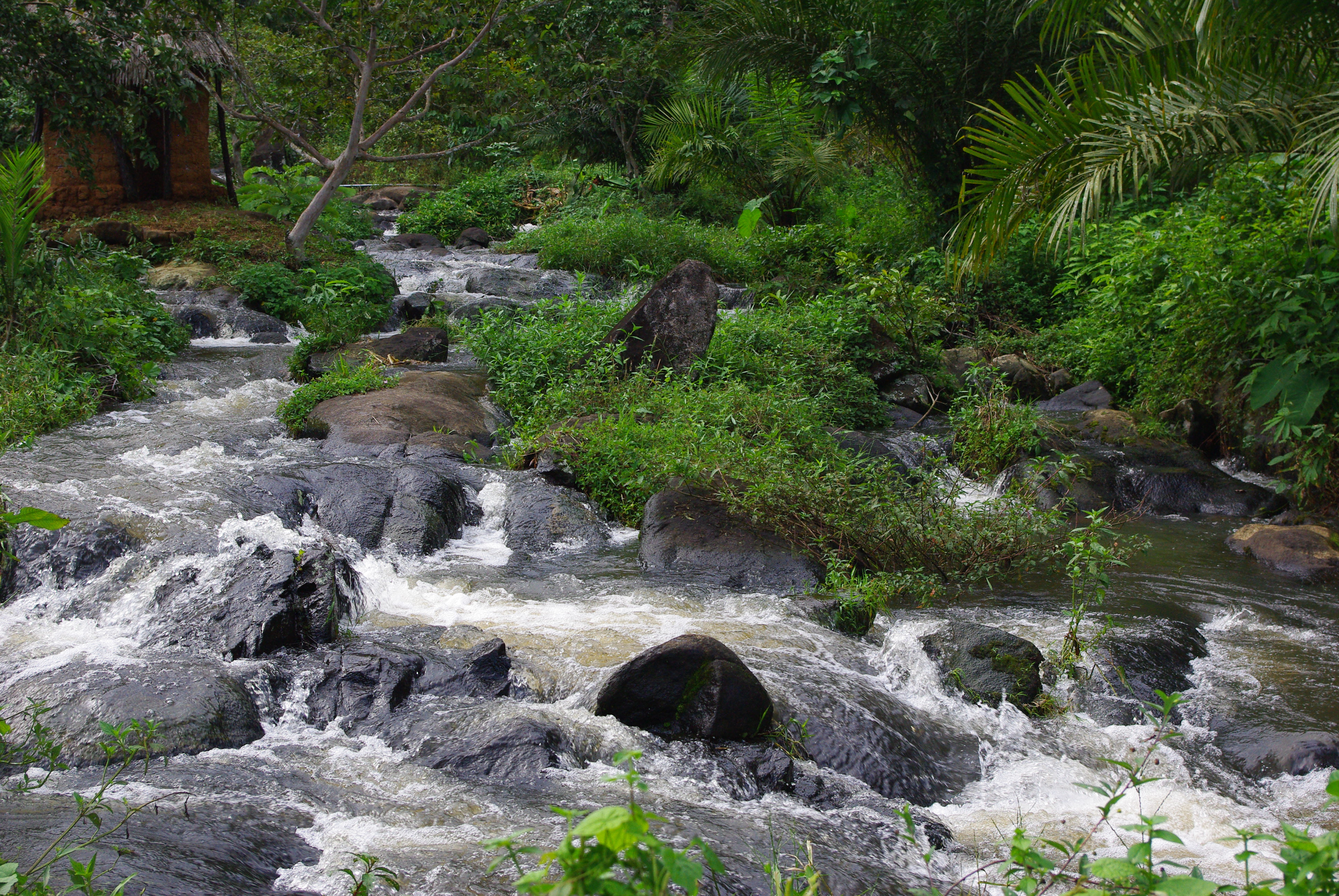
Cours d'eau
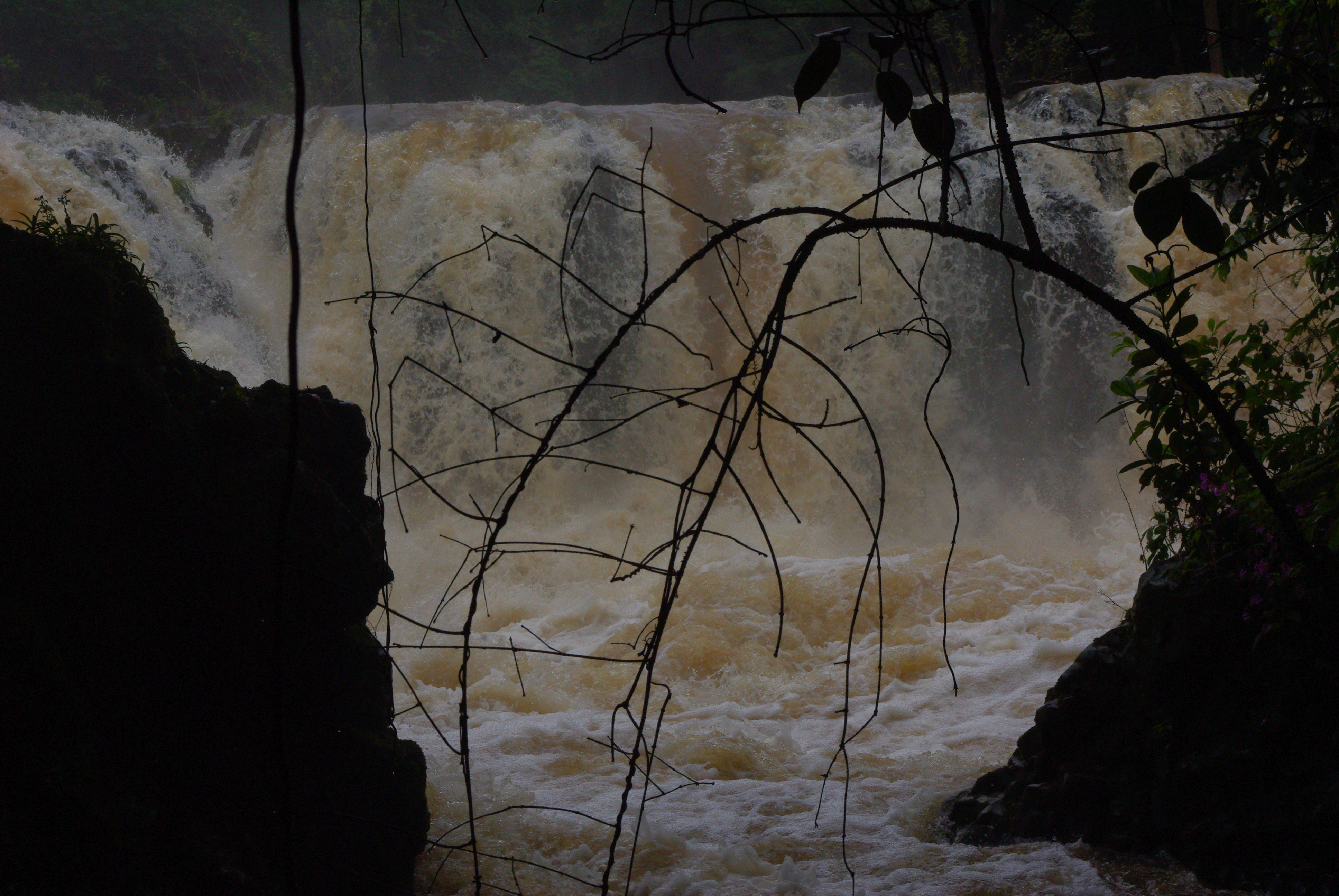
Cascade
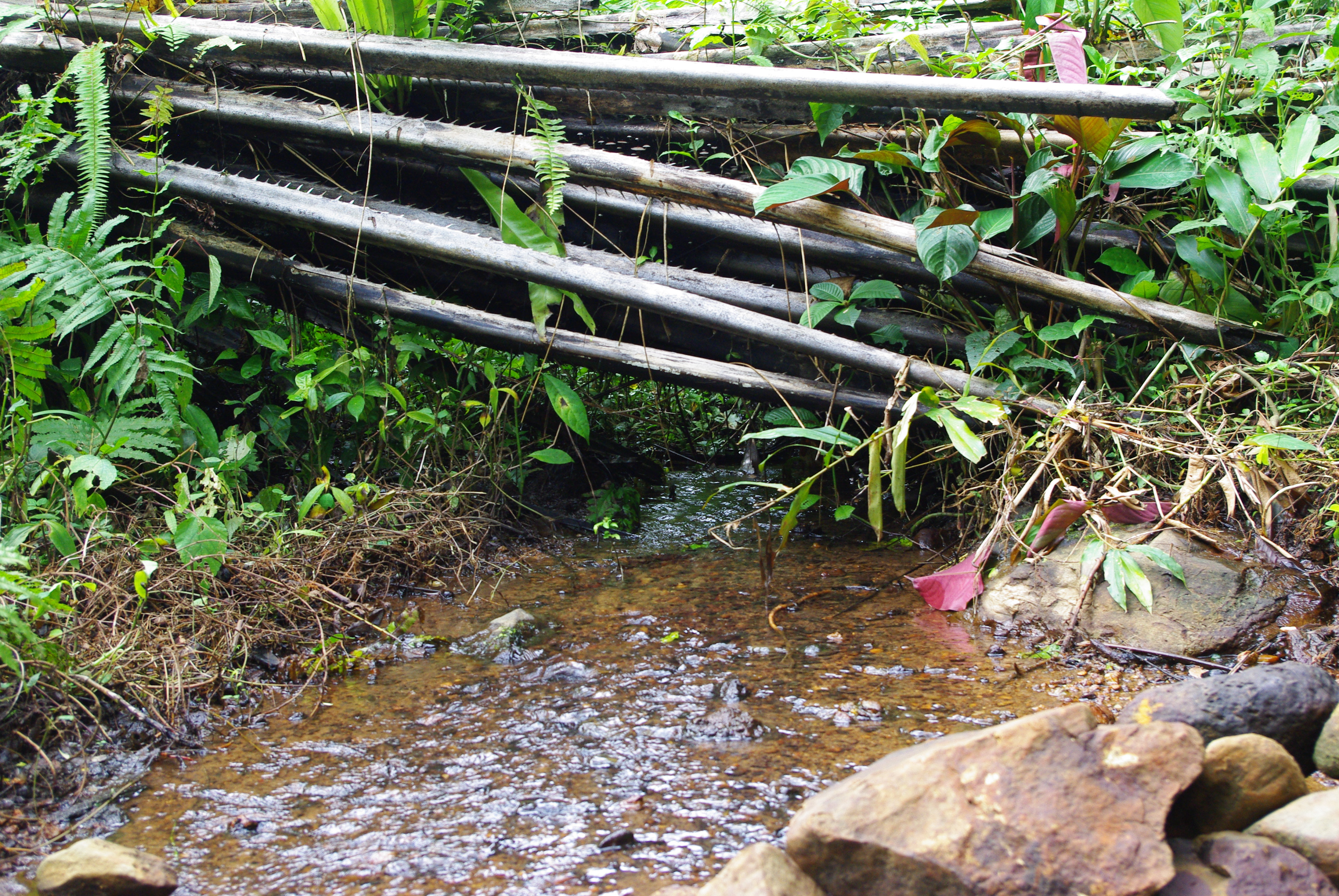
Source d'eau
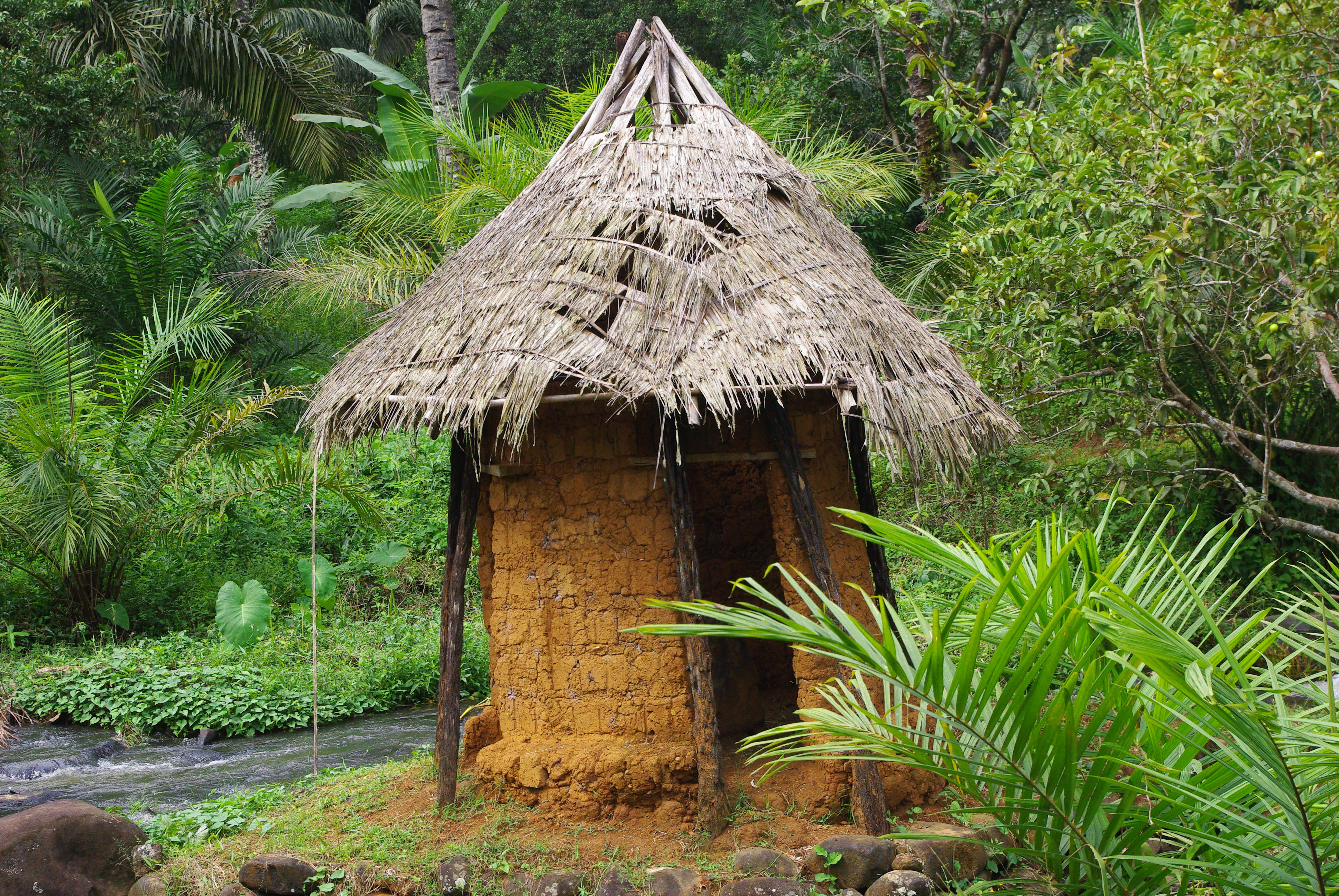
Case de rituels